# Ludesse
Ludesse település Franciaországban, Puy-de-Dôme megyében. Lakosainak száma 495 fő (2022. január 1.). Ludesse Montaigut-le-Blanc, Champeix, Olloix, Plauzat és Saint-Sandoux községekkel határos.

## Népesség
A település népességének változása:
| Lakosok száma | 485  | 485  | 491  | 489  | 498  | 516  | 509  | 502  | 495  |
|               | 2013 | 2015 | 2016 | 2017 | 2018 | 2019 | 2020 | 2021 | 2022 |